# Франсиско Мадеро
Франсиско Игнасио Мадеро Гонсалес (на испански: Francisco Ignacio Madero González) е мексикански политик. Образован представител на висшите класи, той оглавява Мексиканската революция, свалила от власт Порфирио Диас, но не след дълго е свален и убит.

## Биография
Франсиско Мадеро е роден в Парас де ла Фуенте в семейство с португалски произход, едно от най-богатите в Мексико. Той получава образованието си в Балтимор, Версай и Университета в Бъркли. През 1904 за пръв път се включва в политиката в Демократическия клуб Бенито Хуарес. Той смята, че режимът на Порфирио Диас увеличава напрежението в страната и демократизацията на управлението би помогнала за запазването на стабилността.
През 1908 Порфирио Диас обявява, че възнамерява да се оттегли от властта и ще даде взъможност в президентските избори да участват и други кандидати. На изборите през 1910 Франсиско Мадеро е основният му съпреник, но в самия ден на изборите той, заедно с 6 хиляди други негови привърженици, е изпратен в затвора, а Диас е преизбран за пореден път.
В затвора Мадеро се ползва с относителна свобода и на 4 октомври успява да избяга и да отиде в Съединените щати. Оттам той обявява изборите за невалидни и на 20 ноември призовава за въоръжена революция срещу незаконния според него президент Диас. Въстанието има успех и Панчо Виля превзема градовете Чиуауа и Сиудад Хуарес в северната част на страната. На 17 май е договорено примирие между двете страни и Порфирио Диас заминава в чужбина. За временен президент е назначен Франсиско Леон де ла Бара, а малко по-късно за президент е избран самият Мадеро.
На 18 февруари 1913 командващият въоръжените сили Викториано Хуерта извършва държавен преврат и Франсиско Мадеро е свален. На поста му е назначен Педро Ласкураин, а на следващия ден той е зает от самия Хуерта. Няколко дни по късно Франсиско Мадеро е убит, според правителството – след опит за бягство.

## Други
- Франсиско Мадеро е първият правителствен ръководител, летял със самолет (град Мексико, 30 ноември 1911)

|  | Тази страница частично или изцяло представлява превод на страницата Francisco I. Madero в Уикипедия на английски. Оригиналният текст, както и този превод, са защитени от Лиценза „Криейтив Комънс – Признание – Споделяне на споделеното“, а за съдържание, създадено преди юни 2009 година – от Лиценза за свободна документация на ГНУ. Прегледайте историята на редакциите на оригиналната страница, както и на преводната страница, за да видите списъка на съавторите. ВАЖНО: Този шаблон се отнася единствено до авторските права върху съдържанието на статията. Добавянето му не отменя изискването да се посочват конкретни източници на твърденията, които да бъдат благонадеждни. |